# Partido Progressista Sérvio
O Partido Progressista Sérvio (em sérvio: Српска напредна странка, CHC / Srpska napredna stranka, SNS) é um partido político de centro-direita/direita da Sérvia.
O SNS foi formado em 2008, por antigos membros do Partido Radical Sérvio liderados Tomislav Nikolic, descontentes com o continuado ultranacionalismo e eurocepticismo dos radicais, algo Nikolic e seus apoiantes eram contra.
O partido, rapidamente, se tornou o partido mais popular da Sérvia vencendo as eleições legislativas de 2012 e 2014, além de, Nikolic ter sido eleito presidente sérvio em 2012.
O SNS segue uma linha nacional conservadora, conservadora, populista e Pró-Europeísta, e, apesar de ser membro do Partido Popular Europeu na Assembleia Parlamentar do Conselho da Europa, mantém boas relações com a Rússia Unida e o Partido da Liberdade da Áustria.

## Resultados eleitorais

### Eleições legislativas
| Data | CI. | Votos     | %            | +/-  | Deputados | +/- | Status  | Aliança                  |
| ---- | --- | --------- | ------------ | ---- | --------- | --- | ------- | ------------------------ |
| 2012 | 1.º | 940 659   | 24,1 / 100,0 |      | 55 / 250  |     | Governo | Vamos Mover a Sérvia     |
| 2014 | 1.º | 1 736 920 | 48,4 / 100,0 | 24,3 | 131 / 250 | 76  | Governo | O Futuro que Acreditamos |
| 2016 | 1.º | 1 818 854 | 48,2 / 100,0 | 0,2  | 96 / 250  | 35  | Governo | Sérvia está Vencendo     |
| 2020 | 1.º | 1 953 998 | 60,7 / 100,0 | 12,5 | 188 / 250 | 92  | Governo | Pelas Nossas Crianças    |

### Eleições presidenciais
| Data | Candidato apoiado | 1ª Volta | 1ª Volta  | 1ª Volta     | 2ª Volta | 2ª Volta  | 2ª Volta     |
| Data | Candidato apoiado | CI.      | Votos     | %            | CI.      | Votos     | %            |
| ---- | ----------------- | -------- | --------- | ------------ | -------- | --------- | ------------ |
| 2012 | Tomislav Nikolić  | 2.º      | 979 216   | 25,1 / 100,0 | 1.º      | 1 552 063 | 49,5 / 100,0 |
| 2017 | Aleksandar Vučić  | 1.º      | 2 012 788 | 55,1 / 100,0 |          |           |              |